# بيتر نيكاس
بيتر نيكاس (بالتشيكية: Petr Nečas)‏ :(من مواليد 19 نوفمبر 1964) هو رجل أعمال وسياسي تشيكي السابق وكان رئيس وزراء جمهورية التشيك التاسع وزعيم الحزب الديمقراطي المدني 2010-2013.
أدى نيكاس اليمين الدستوري إلى منصب رئيس الوزراء في 28 يونيو 2010. واستقال في 17 حزيران 2013، في أعقاب تحقيقات الشرطة التي ادت إلى اعتقال رئيس أركانه وعشيقته المزعومة جانا ناجوفا.

## روابط خارجية
- بيتر نيكاس على موقع الموسوعة البريطانية (الإنجليزية)
- بيتر نيكاس على موقع مونزينجر (الألمانية)